# Rally San Froilán de 1996
El Rally San Froilán de 1996, oficialmente 18.º Rallye San Froilán, fue la decimoctava edición, la novena ronda de la temporada 1996 del Campeonato de España de Rally y la undécima de la temporada 1996 del Campeonato de Galicia de Rally. Fue también puntuable para el Desafío Peugeot, la Copa Ibiza, la Supercopa ZX y el Trofeo Fiat Cinquecento. Se celebró del 5 al 6 de octubre y contó con un itinerario de doce tramos que sumaban un total de 175 km cronometrados.

## Itinerario
| Día   | Tramo | Nombre    | Distancia | Ganador                    | Tiempo | Líder         |
| ----- | ----- | --------- | --------- | -------------------------- | ------ | ------------- |
| Día 1 | TC1   | Lindín    | 11.04 km  | Jaime Azcona               | 6:58   | Jaime Azcona  |
| Día 1 | TC2   | Cadramón  | 29.15 km  | Jaime Azcona               | 18:57  | Jaime Azcona  |
| Día 1 | TC3   | Mondoñedo | 18.03 km  | Luis Climent Borja Moratal | 10:50  | Borja Moratal |
| Día 1 | TC4   | Lindín    | 11.04 km  | Borja Moratal              | 6:44   | Borja Moratal |
| Día 1 | TC5   | Cadramón  | 29.15 km  | Luis Climent               | 19:04  | Luis Climent  |
| Día 1 | TC6   | Mondoñedo | 18.03 km  | Luis Climent               | 10:58  | Luis Climent  |
| Día 1 | TC7   | Goián     | 10.10 km  | Luis Climent               | 6:30   | Luis Climent  |
| Día 1 | TC8   | Oural     | 10.43 km  | Luis Climent               | 6:21   | Luis Climent  |
| Día 1 | TC9   | La Mota   | 9.23 km   | Luis Climent               | 5:09   | Luis Climent  |
| Día 1 | TC10  | Goián     | 10.10 km  | Luis Climent               | 6:27   | Luis Climent  |
| Día 1 | TC11  | Oural     | 10.43 km  | Luis Climent               | 6:15   | Luis Climent  |
| Día 1 | TC12  | La Mota   | 9.23 km   | Luis Climent               | 5:09   | Luis Climent  |

## Clasificación final
| Pos. | Piloto                | Copiloto            | Automóvil               | Tiempo  | Diferencia |
| ---- | --------------------- | ------------------- | ----------------------- | ------- | ---------- |
| 1.   | Luis Climent          | José Antonio Muñoz  | Citroën ZX 16V          | 1:49:53 | 0.0        |
| 2.   | Daniel Alonso         | Salvador Belzunces  | Ford Escort RS 2000     | 1:51:42 | +1:49      |
| 3.   | Miguel Martínez-Conde | José María López    | Renault Clio Williams   | 1:53:04 | +3:11      |
| 4.   | Germán Castrillón     | Estrella Castrillón | Ford Escort RS Cosworth | 1:54:44 | +4:51      |
| 5.   | Sergio Vallejo        | Diego Vallejo       | Citroën ZX 16V          | 1:55:42 | +5:49      |
| 6.   | Javier Azcona         | Inma Vittorini      | Citroën ZX 16V          | 1:56:49 | +6:56      |
| 7.   | Manuel Muniente       | Joan Ibáñez         | Peugeot 106 Rallye      | 1:58:00 | +8:07      |
| 8.   | Gabriel Méndez        | Felipe Mercader     | Citroën ZX 16V          | 2:01:44 | +11:51     |
| 9.   | Ignacio Sanfilippo    | Guifré Pujol        | Peugeot 106 Rallye      | 2:04:05 | +14:12     |
| 10.  | Jorge Martínez-Cueto  | Alfonso Cano        | SEAT Ibiza GTi 16V      | 2:04:06 | +14:13     |